# Carl Zarniko

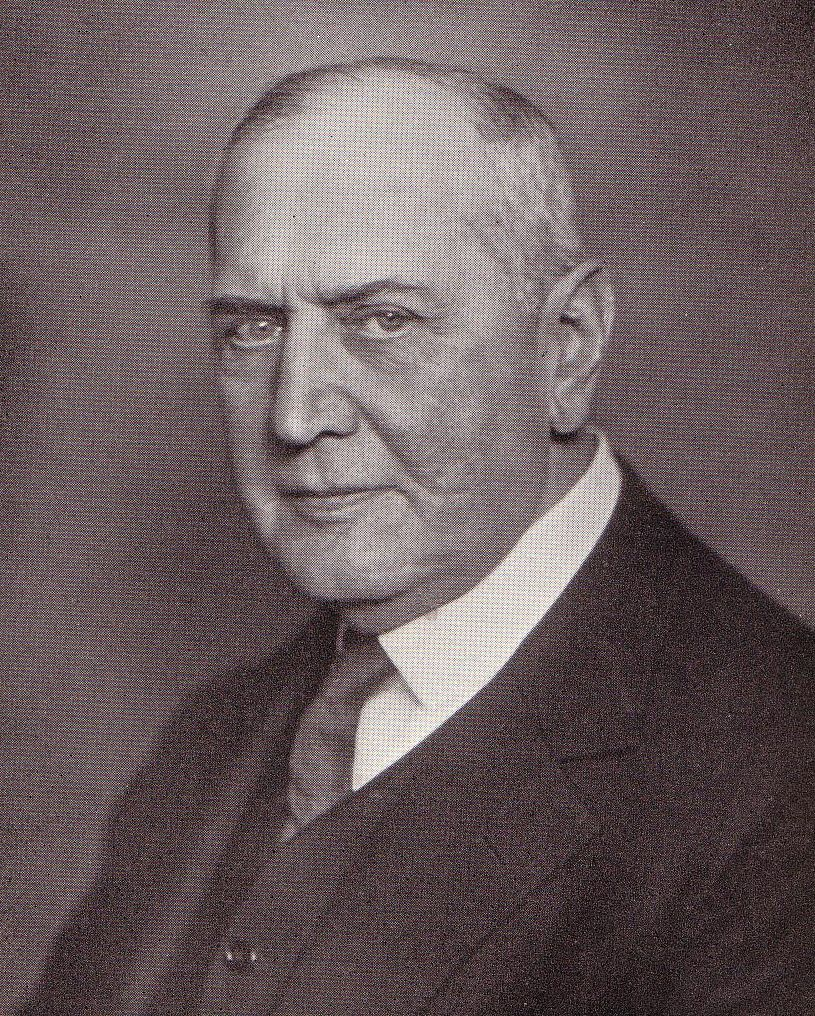
Carl Zarniko

Carl Zarniko (* 14. April 1863 in Goldap, Ostpreußen; † 11. Juli 1933 in Hamburg) war ein deutscher HNO-Arzt.

## Leben
Zarniko stammte aus einer alten Königsberger Familie. Sein Vater Rudolf Zarniko (1828–1896) war Besitzer der Mühle Goldap. Seine Mutter Marie Käswurm (1829–1874) war die Tochter des Gutsbesitzers Käswurm auf Tollmingkehmen. Nach dem Abitur an der Friedrichsschule Gumbinnen diente er als Einjährig-Freiwilliger in Köln. 1883 begann er sein Medizinstudium an der Julius-Maximilians-Universität Würzburg. Schon zum 2. Semester wechselte er an die heimatliche Albertus-Universität. Dort wurde er 1884 (nach Robert Wollenberg) im Corps Normannia Königsberg aktiv. Nach dem Physikum 1885 ging er an die Ludwig-Maximilians-Universität München, an der er 1887 das Staatsexamen machte. Im Dreikaiserjahr schrieb er an seiner bakteriologischen Doktorarbeit bei Heinrich Irenaeus Quincke in Kiel. 1889 ging er als junger Ehemann wieder nach München, als Privatassistent von Max Joseph Oertel. In Wien hörte er bei Adam Politzer, Viktor Urbantschitsch, Leopold Schrötter von Kristelli, Karl Stoerk, Johann Schnitzler und Hajek. 1890 zog es ihn nach Berlin. Dort besuchte er Kurse bei Arthur Hartmann, Bernhard Fränkel und Hermann Krause. Bei Carl Benda befasste er sich mit Histologie. 1893 ließ er sich in Hamburg nieder. Unentgeltlich betreute er die stark besuchte Poliklinik eines Frauenvereins an zwei Nachmittagen. 1917 ernannte ihn die Preußische Staatsregierung zum Professor. Lange gehörte er dem Vorstand der Deutschen Otologischen Gesellschaft an. 1914 leitete er ihren Kongress in Kiel. Da damals schon „die Hamburger aus Hamburg“ kamen, wurde er als eigentlich idealer Kandidat bei allen Chefarztwahlen in Hamburg übergangen. Kunstsinnig und gebildet, war er unter anderem mit Alfred Lichtwark befreundet. Nach einem Schlaganfall starb er an einer Pneumonie.

## Werke
Sein erstes Lehrbuch Die Krankheiten der Nase, ihrer Nebenhöhlen und des Nasenrachenraumes ist in Abteilungen, Kapitel und Unterabteilungen mit 1.001 Paragraphen unterteilt und wirkt wie ein Gesetzbuch. Es erlebte vier Auflagen.